# Пушки вместо масла

Кривая производственных возможностей «Пушки вместо масла»

«Пушки вместо масла» в макроэкономике — тривиальный пример, используемый при рассмотрении кривой производственных возможностей (англ. Production Possibilities Frontier, аббр. PPF). На графике точки типа X, находящиеся вне кривой PPF, недостижимы. Точки B, D и C соответствуют вариантам компромисса между пушками и маслом: на соответствующих уровнях производства увеличение выпуска одного блага требует уменьшения выпуска другого. Точки на самой кривой PPF представляют собой устойчивые комбинации объёмов, возможные при дефиците того или иного ресурса. Точка A, расположенная внутри кривой, представляет собой комбинацию, при которой имеет место недоиспользование доступных ресурсов.

## В политике
В политике противопоставление пушек маслу впервые прозвучало во времена Первой мировой войны в США в контексте дискуссий по бюджету страны.
В ответ на дефицит сливочного масла в гитлеровской Германии Герман Геринг весной 1935 года произнёс речь перед активом НСДАП в Гамбурге, закончив её словами: «вооружение сделает нас сильными… а от масла люди только толстеют!». Его слова были подхвачены пропагандой, а также критиками вне Германии (так, немецкий художник-антифашист Джон Хартфилд создал сатирический фотоколлаж «Ура, закончилось масло!»). Потом такое сказал министр пропаганды Йозеф Геббельс на партийном съезде гау Берлин 17 января 1936 года: «При необходимости мы сможем обойтись без масла, но никогда — без пушек». А 11 октября 1936 года — заместитель фюрера Рудольф Гесс на торжественном открытии зала имени Адольфа Гитлера в Хофе: «По-прежнему актуален лозунг „Пушки вместо масла!“ (нем. Kanonen statt Butter), то есть прежде, чем иметь больше масла, нужно иметь больше пушек, иначе когда-нибудь у нас заберут последнее масло». С 1937 года в Германии была введена карточная система распределения сливочного масла: еженедельная норма составляла вплоть до весны 1942 года 150 грамм.
В приговоре Международного военного трибунала на Нюрнбергском процессе использование Гессом этого лозунга в поддержку жертвы немецкого народа ради гитлеровской политики энергичного перевооружения приводилось в обоснование его преступлений против мира. Выражение «Пушки вместо масла» стало впоследствии крылатым символом политики государства, готовящегося к агрессии, пренебрегая благосостоянием народа.